# Brevipalpus tiliae
Brevipalpus tiliae är en spindeldjursart som beskrevs av De Leon 1961. Brevipalpus tiliae ingår i släktet Brevipalpus och familjen Tenuipalpidae. Inga underarter finns listade.